# Gloria Sanchez Productions
Gloria Sanchez Productions – amerykańska wytwórnia filmowa, jednostka zależna firmy Gary Sanchez Productions.
Wytwórnia została założona w lutym 2014 roku przez Jessicę Elbaum.
W styczniu 2020 roku wytwórnia podpisała wieloletnią umowę z Netflixem oraz Paramount Pictures.